# Chlamys (Gattung)

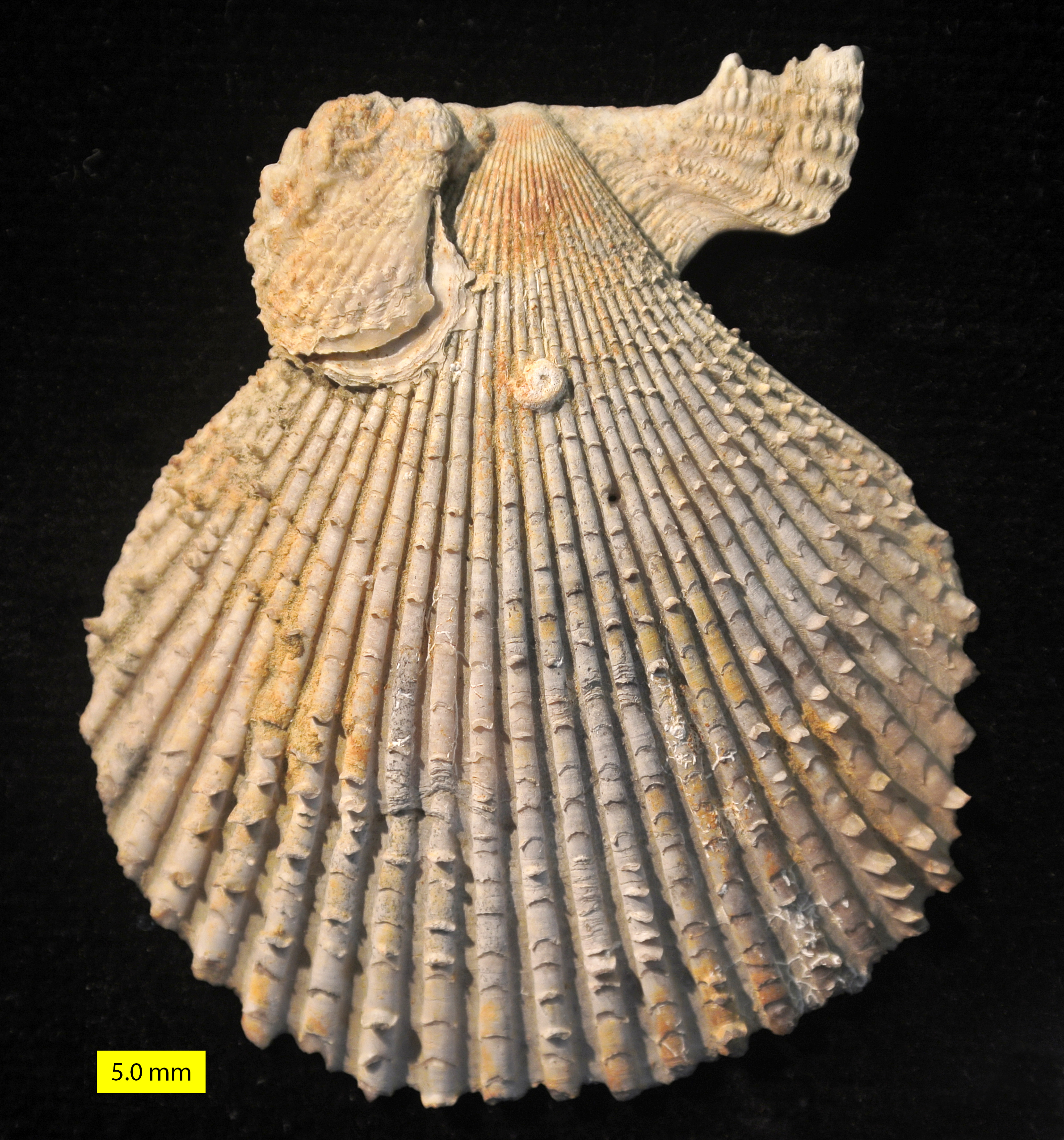
Pliocene Chlamys.

Chlamys ist eine Gattung der Kammmuscheln (Pectinidae) in der Ordnung der Pectinida innerhalb der Klasse der Muscheln (Bivalvia). Sie leben bzw. lebten ausschließlich im Meer. Die ältesten Vertreter der Gattung sind aus der Trias bekannt. Viele Arten werden intensiv befischt und sind von hoher kommerzieller Bedeutung.

## Merkmale
Die Gehäuse sind gewöhnlich höher als lang. Beiden Klappen sind konvex gewölbt; gewöhnlich ist die linke Klappe etwas stärker gewölbt. Das vordere Ohr ist größer als das hintere Ohr. Unterhalb des vorderen Ohrs der rechten Klappe befindet sich ein großes Byssusloch. Die Außenseite ist mit zahlreichen, bedornten Rippen oder Wulsten besetzt, wobei die Wulste wiederum von feineren radialen Rippen besetzt sind. Diese radialen Elemente können von konzentrischen Anwachsrippen und -wulsten gekreuzt werden. Der innere Rand weist feine radiale Rippen auf. Die Cruren, kleine Fortsätze am Schloss sind schwach entwickelt bis fehlend. Die Schalen sind bei zahlreichen Arten auffallend bunt gefärbt. Die Färbung kann orange, gelb, rosa, purpurn, braun oder weiß sein.
Auffallend am Weichkörper sind die in Reihen angeordneten Augen, die am lebenden Tier als schwarze Pigmentflecken in der Mantelfalte erkennbar sind. Die Tiere nutzen die Augen zur Erkennung sich nähernder Fressfeinde, aber vermutlich auch zur Orientierung beim Schwimmverhalten.
Chlamys-Arten sind getrennt-geschlechtlich, das Mengenverhältnis Männchen zu Weibchen ist 1:1 oder nahe daran.

## Entwicklung
Die Entwicklung ist an verschiedenen Arten untersucht worden, beispielsweise bei Chlamys hastata. Aus dem etwa 70 Mikrometer großen, befruchteten Ei schlüpft ein frei schwimmendes Larvenstadium, die Trochophora. Diese beginnt aus zwei dorsalen Schalenfeldern nach etwa 45 Stunden Entwicklung Schalenmaterial abzusondern. Nach etwa 50 Stunden ist die Umwandlung zur ebenfalls freischwimmenden, planktonischen Veliger-Larve abgeschlossen. Diese hat ihrem Namen nach dem Velum, einem  ovalen, lappenförmigen, mit Zilien besetzten Organ, das sowohl zur Fortbewegung wie zur Nahrungsbeschaffung eingesetzt wird. Nach etwa 34 Tagen ist der Fuß entwickelt, die Larven kriechen jetzt oft auf der Substratoberfläche umher, dabei werden sowohl Muskeln wie auch Zilien eingesetzt. Die Larvalentwicklung ist nach etwa 40 Tagen abgeschlossen, die Schalenlänge beträgt dann etwa 240 Mikrometer. In einer raschen Metamorphose entwickeln sich aus kleinen Kiemenanlagen die funktionsfähigen Kiemen, Mundöffnung und Fuß wandern in die imaginale Lage.
Für eine kommerzielle Ernte ausreichende Größe (etwa 6 Zentimeter) wird nach 5 bis 6 Jahren erreicht. Die Tiere können aber ein Lebensalter von 28 bis 30 Jahren erreichen, maximal 35 Jahre. Sie sind dann etwa 8 Zentimeter groß.

## Ökologie
Chlamys-Arten leben am Meeresgrund auf Hartsubstraten, oft auch auf Sandgrund mit einzelnen Steinen, an denen sie sich mit Byssusfäden verankern. Sie können sich im Falle von ungünstigen Bedingungen von der Verankerung lösen. Wie viele Pectinidae sind sie schwimmfähig, schwimmen aber nicht so oft und aktiv wie andere Arten der Familie (meist mit glatten Schalen). Beim Schwimmen wird Atemwasser beiderseits des Schlosses ausgepresst, so dass das Tier mit dem Schloss nach hinten schwimmt. Die Tiere kommen von der Brandungszone bis maximal in etwa 2.000 Meter Meerestiefe, meist aber nur bis etwa 120 bis 200 Meter Tiefe, vor.

## Taxonomie
Die alte umfassende Gattung Chlamys wurde in zahlreiche Untergattungen aufgeteilt, die jetzt überwiegend als eigenständige Gattungen aufgefasst werden. Die frühere Gattung wurde nach molekularen Untersuchungen als paraphyletisch bestätigt.
Die Gattung im modernen Sinn umfasst nur noch die frühere Untergattung Chlamys s. str. mit folgenden lebenden (rezenten) Arten:
- Chlamys albida (Arnold, 1906)
- Chlamys behringiana (Middendorff, 1849)
- Chlamys chosenica Kuroda, 1932
- Chlamys hastata (G. B. Sowerby II, 1843)
- Chlamys islandica (O. F. Müller, 1776). Typusart der Gattung
- Chlamys rubida (Hinds, 1845)

Die Arten Zygochlamys subantarctica Hedley, 1916, und Zygochlamys delicatula Hutton, 1873 (syn. Chlamys campbellicus, Chlamys instar) werden von manchen Autoren noch in der Gattung Chlamys geführt. Die Artnamen Chlamys russata (Reeve, 1853) (vermutlich ein Synonym von Pinna exquisita Dall, Bartsch & Rehder, 1938) und  Chlamys reticulata (Reeve, 1853) sind in ihrer Zuordnung unklar (nomen dubium, species inquirenda).
Die zahlreichen anderen Arten, die früher zeitweise in der Gattung geführt worden waren werden aktuell anderen Gattungen zugerechnet.

## Verbreitung
Die Gattung Chlamys im hier dargestellten, modernen Sinn ist auf den Nordpazifik und Nordatlantik beschränkt, sie ist in borealen bis arktischen Gewässern verbreitet. Die Gattung ist weit verbreitet und zirkumpolar, die einzelnen Arten besitzen aber deutlich kleinere Verbreitungsgebiete. Sie sind regional häufig, aber in vielen flacheren Gewässern sind die Bestände durch Überfischung heute deutlich seltener geworden.